# Paco Fabrini
Paco Fabrini (Roma, 7 ottobre 1973 – Ronciglione, 13 ottobre 2019) è stato un attore italiano.

## Biografia
Figlio dell'attrice e costumista Alessandra Cardini e nipote di Anna Cardini, iniziò a recitare a soli sei anni, in alcuni film con Tomas Milian, interpretando Rocky Giraldi, figlio di Nico Giraldi. 
Abbandonata presto l'attività di attore, negli ultimi anni si era trasferito a Ronciglione, in provincia di Viterbo, dove lavorava come cuoco e pizzaiolo e dove è morto il 13 ottobre 2019 a causa di un incidente stradale mentre era a bordo del suo scooter, aveva 46 anni. È stato ricordato con una cerimonia a Nepi, mentre il 27 ottobre si è svolto il funerale con cerimonia religiosa, lo Sraddha, a Roma nel tempio di Hare Krishna Ishodyan.

## Filmografia

Paco Fabrini in una scena del film Manolesta (1981)

- Squadra antigangsters, regia di Bruno Corbucci (1979)
- Manolesta, regia di Pasquale Festa Campanile (1981)
- Delitto sull'autostrada, regia di Bruno Corbucci (1982)
- Acapulco, prima spiaggia...a sinistra, regia di Sergio Martino (1983)
- Delitto in Formula Uno, regia di Bruno Corbucci (1984)
- Delitto al Blue Gay, regia di Bruno Corbucci (1984)
- La donna del traghetto, regia di Amedeo Fago (1986)